# Maria Evelina de Sousa
Maria Evelina de Sousa (Ponta Delgada, 1 de enero de 1879 - 12 de febrero de 1946) fue una educadora y periodista portuguesa que destacó a principios del siglo XX en Portugal. Feminista activa, participó en las luchas por la igualdad de derechos de las mujeres y fue cofundadora de la primera organización defensora de los derechos de los animales en las Azores. Las primeras biografías sobre ella, ignoraban que era abiértamente lesbiana. En 2017, el gobierno la honró póstumamente con la Insignia de Reconocimiento de las Azores.

## Trayectoria
María Evelina de Sousa, conocida como Evelina, nació el 1 de enero de 1879 en Ponta Delgada, en la isla de San Miguel de las Azores, en el Reino de Portugal, hija de Décio de Sousa. Asistió a la Escuela Distrital de Instrucción del Magisterio, aprobando sus exámenes finales en diecisiete materias en 1900.
En 1904, de Sousa comenzó a enseñar en la Escuela Santa Clara y comenzó a escribir para el periódico O Campeão Escolar, que se dedicaba a temas educativos. En 1906 se instaló con María Emília Borges de Medeiros y Alice Moderno en una casa de propiedad de Borges. Moderno y Borges vivían juntas desde 1893. De Sousa y Moderno vivieron abiertamente como pareja de lesbianas, a pesar del clima conservador que reinaba en Portugal en aquella época. Ese mismo año, de Sousa fundó la  Revista Pedagógica, que seguiría editando durante la siguiente década. La revista obtuvo el reconocimiento oficial de la facultad de las Azores y fue influyente en los círculos académicos tanto a nivel local como nacional.
De Sousa participó en numerosos proyectos para mejorar la educación en la isla. Al participar en los censos escolares, informó en 1911 que sólo una cuarta parte de los niños en edad escolar, con una asistencia regular promedio de sólo 150 estudiantes, estaban matriculados en las cuatro escuelas disponibles y que no había un número suficiente de maestros capacitados.  Asistió a congresos y aceptó enseñar a otros instructores, de forma gratuita, el Método Legato-Luazes, que era un programa pedagógico de lectura y escritura, desarrollado por Amália Luazes. También estuvo a favor del decreto republicano que prohibía la enseñanza de la doctrina religiosa en la escuelas primarias y normales. En 1924, el Primer Congreso Feminista y de Educación la honró por sus esfuerzos para mejorar la educación.
En 1908, de Sousa creó la primera biblioteca escolar giratoria de la isla. Ese mismo año, ella y su socia Moderno organizaron la Sociedad Micaelense para la Protección de los Animales (en portugués: Sociedade Micaelense Protetora dos Animais). Fue miembro de varias organizaciones feministas, incluida la Asociación de Propaganda Feminista, la Liga Republicana de Mujeres Portuguesas y la Asociación de Propaganda Democrática de Mujeres. En agosto de 1912, durante una visita a Lisboa, de Sousa y Moderno fueron homenajeadas por la Liga Republicana por sus esfuerzos para ser las principales impulsoras de los derechos y la educación de las mujeres en las Azores.
A partir de 1915, de Sousa trabajó en la redacción de Folha, revista fundada por Moderno en 1902. También escribió como corresponsal del periódico Correio dos Açores, publicando poesía y editoriales. Se retiró de la docencia el 13 de julio de 1940, en la Escola Agostinho Machado Bicudo Correia. A lo largo de la década de 1940, ella y su compañera Moderno, que normalmente vestía ropa de hombre (incluido sombrero, corbata y bastón) y fumaban puros, fueron vistas paseando a su perro por Ponta Delgada.

## Muerte y legado
De Sousa murió el 12 de febrero de 1946 y fue enterrada al día siguiente en el Cementerio de São Joaquim. Moderno la sobrevivió sólo ocho días y falleció el 20 de febrero de 1946. Después de la muerte de la pareja, los biógrafos intentaron borrar  su pasado lésbico y el clima político opresivo que había existido. En 2013, la Asamblea Municipal de Ponta Delgada aprobó un decreto para agregar el nombre de Sousa a la placa de identificación en la cripta que Moderno había construido para sus restos. En 2017, el gobierno las homenajeó póstumamente con la Insignia de Reconocimiento de las Azores.